# Cailhau
Cailhau (okzitanisch: Calhau) ist eine südfranzösische Gemeinde mit 250 Einwohnern (Stand: 1. Januar 2022) im Zentrum des Départements Aude in der Region Okzitanien (vor 2016 Languedoc-Roussillon). Die Gemeinde gehört zum Arrondissement Limoux und zum Kanton La Piège au Razès. Die Einwohner werden Cailhautais genannt.

## Lage
Cailhau liegt in der südöstlichen Randzone des Lauragais in der ehemaligen Grafschaft Razès etwa 26 Kilometer westsüdwestlich von Carcassonne. Umgeben wird Cailhau von den Nachbargemeinden Cailhavel im Norden, Montréal im Norden und Nordosten, Brugairolles im Osten und Südosten, Cambieure im Süden, Belvèze-du-Razès im Südwesten, Gramazie im Westen sowie Ferran im Westen und Nordwesten.

## Bevölkerungsentwicklung
| Jahr                       | 1962 | 1968 | 1975 | 1982 | 1990 | 1999 | 2006 | 2019 |
| Einwohner                  | 265  | 282  | 261  | 251  | 219  | 231  | 239  | 256  |
| Quellen: Cassini und INSEE |      |      |      |      |      |      |      |      |

## Sehenswürdigkeiten
- Kirche Notre-Dame-des-Prés
- Kirche Saint-Christophe aus dem 13./14. Jahrhundert, Monument historique

## Persönlichkeiten
- Achille Laugé (1861–1944), Maler und Lithograph
- Gilberte Roca (1911–2004), Politiker